# علي بن خليفة النفاتي
علي بن خليفة النفاتي مناضل  تونسي ، يعتبر من أوائل المجاهدين، الذين قاوموا الاحتلال الفرنسي عند انتصاب الحماية، حيث تجمعت حوله أهم القبائل والعروش بالجنوب الشرقي والغربي، وقد كانت له مواجهات شجاعة وعنيفة ومشهورة مع القوات الاستعمارية الفرنسية. وتوفي سنة 1885م

## نشاته
وُلد علي بن خليفة النفاتي سنة 1807م من قبيلة نفات مختلط الاصول بين الامازيغ و العرب ينتمي إلى عائلة «أولاد خليفة»، التي تولت حكم القبيلة على امتداد القرون الأربعة، التي سبقت الاستقلال. 
ترقى على المستوى الإداري حتى صار واليا ما على المستوى العسكري فيذكر المؤرخون أنه وصل لأعلى رتبة عسكرية في الجيش التونسي (أمير لواء)، وقد ولى الباي الشيخ علي بن خليفة ولاية عدة مناطق هامة آخرها «الأعراض» حيث أدركته الحماية الفرنسية.

## اعلان بدا مقاومة الاستعمار
لم يتردد النفاتي في خلع بيعته للباي بمجرد توقيع هذا الأخير على معاهدة الحماية الفرنسية وأطلق مقولته الشهيرة على الملإ في مقر حكمه بمدينة قابس: «الآن أصبحت طاعة الباي كفرا» والتي كانت إيذانا بانطلاق الثورة ضد الغزاة الفرنسيين والباي وأعوانه معا.
لقد بدأت اولى خطوات ثورة الشيخ علي بن خليفة بمرحلة الاعداد لها حيث بادر قائدها إلى جمع المجاهدين من مختلف القبائل وتنظيمهم في إطار موحد وهو ما لم يكن سهلا حيث كانت النزاعات القبلية هي الطاغية كما كانت محاولات الباي جارية بإيعاز من سلطات الحماية الفرنسية لاستقطاب زعماء القبائل إلى جانبه بذريعة ان مصلحة البلاد كانت تقتضي التوقيع على معاهدة الاحتلال.

## حرب العصابات ضد الاستعمار الفرنسي
بادر بتسليح كل من يقدر على حمل السلاح من أبناء قبيلته «نفات» وإعدادهم لخوض غمار الحرب وانطلق في حرب عصابات لمواجهة الفرنسيين فقد مرّ الشيخ بمدينة صفاقس يوم 15 جوان 1881.
وبعد عشرة أيام فقط اعترض الشيخ طريق فيلق عسكري من الحامية التونسية قام بإبادته بعد معركة قصيرة بأرض «المهاذبة» جنوب صفاقس وهو في طريقه إلى مقر قيادته في «دار الفريك» في قابس.
واستطاع الشيخ علي اثر هذه المعركة توسيع قواته لتشمل فرسانا من قبائل أخرى وفي 2 جويلية 1881 تحرّك الشيخ علي بجيش متواضع التجهيز لنجدة مدينة صفاقس الثائرة حيث امسى قادة مقاومتها يعترفون بإمارته لشعورهم بسيطرته المطلقة على القبائل البدوية.
وعلى الرغم من عدم تكافؤ القوى فقد تمكن الشيخ علي بن خليفة من قيادة معارك باسلة اظهر خلالها قدرات عسكرية فائقة وبطولات حيّرت الضباط الفرنسيين الذين كانوا يقودون الحملة مما حدا بالمؤرخ الفرنسي «مارتال» إلى القول في كتابه «حدود تونس الصحراوية الطرابلسية»: «إن فرسان الشيخ علي الابطال قد وقفوا سدّا منيعا امام الجيش الفرنسي بمدافعه وتجهيزه الحربي الكبير حيث اضطروه إلى القبوع في مواقعه والاحتماء بسفنه 15 يوما ولولا وصول المدد ونفاد الذخيرة عن المجاهدين لكانت أحواز صفاقس مقبرة للفرنسيين ولانقلبت الآية لصالح الثورة في المعركة التي انتهت يوم 17جويلية 1881».
وبعد خسارته معركة صفاقس اضطر الشيخ علي إلى التوجه لمنطقة «ودران» جنوب شرق الإيالة حيث قام من هناك إلى تجديد اتصالاته ببقية جبهات المقاومة كما قام بارسال حملة تكونت من خمسمائة فارس وألفين من المشاة الحقت خسائر كبيرة بممتلكات الباي في العاصمة وعادت بألف رأس من الإبل دون ان تتمكن القوات الفرنسية من تتبعها.
وقد خاض الشيخ علي بن خليفة معركة أخرى دامية من أجل فك الحصار المضروب على مدينة قابس، التي قامت القوات الفرنسية بعملية انزال كبير في مينائها واستمرت في قصف المدينة من البحر بالمدفعية لأيام طويلة وقاد ذلك إلى سقوط ما يزيد عن 50 شهيدا يوم 31 جويلية 1881 دفاعا عن مقر الشيخ المعروف ب «دار الفريك» الذي تم تدميره بالكامل.
ورغم مرارة الهزيمة في صفاقس وقابس، لم ييأس الشيخ علي بن خليفة، وأصرّ على أن تواصل الثورة غليانها بالاعتماد على ثبات المجاهدين وقدراتهم الذاتية... ففي منتصف أكتوبر 1881، تقدم الشيخ الثائر بقواته شمالًا إلى أن وصل القيروان، لكنه اضطر في منتصف شهر نوفمبر 1881 إلى الزحف نحو بلدة «وذرف» الجنوبية؛ ليتخذها مقرًا جديدًا لقيادته العسكرية، ويقود من خلالها آخر معارك الدفاع عن قابس وضواحيها. وذلك قبل سقوطها بشكل نهائي في أيدي القوات الفرنسية.

## وفاته
وإثر سقوط مدينة قابس انسحب «العجوز المتمرد» بصمت نحو ليبيا رافضًا العيش يومًا واحدًا تحت سلطان القهر ومات وهو ممتطيا صهوة جواده سنة 1885 وكان يأمل في أن يأتيه المدد من فرسان القبائل لمواصلة المقاومة.